# 常德志
常得志（?—?），隋朝官员，京兆（今陕西省西安市）人。
常得志博学善于写文章，官至秦王记室。秦王杨俊去世，常得志经过旧时的宫殿，作五言诗，文辞悲壮，很被当时人所看重。又写了《兄弟论》，立意也值得称道。